# Oncocnemis kelloggi
Oncocnemis kelloggi là một loài bướm đêm trong họ Noctuidae.